# Dioxyini
Dioxyini es una tribu de abejas de la familia Megachilidae. De distribución holártica. Contiene 36 especies en 8 géneros. Los miembros del género Dioxys son cleptoparásitos de las abejas  Megachile, Anthidium y Osmia.  

## Géneros
Contiene los siguientes géneros según BioLib:
- Aglaoapis Cameron, 1901
- Allodioxys Popov, 1947
- Dioxys Lepeletier & Serville, 1825
- Ensliniana Alfken, 1938
- Eudioxys Mavromoustakis, 1963
- Metadioxys Popov, 1947
- Paradioxys Mocsry, 1894
- Prodioxys Friese, 1914